# Zamfirești (gmina Cotmeana)
Zamfirești – wieś w Rumunii, w okręgu Ardżesz, w gminie Cotmeana. W 2011 roku liczyła 125 mieszkańców.